# Трънско македоно-одринско дружество
Трънското македоно-одринско дружество е организация на бежанците от областта Македония и Одринска Тракия, установили се в Трън, България.

## История
На 1 юли 1885 година в София, по покана на софийското дружество „Македонски глас“, се събират на конгрес в София представители на 18 македонски дружества от България, сред които и на Трънското.
На Първия македонски конгрес, провел се в София на 19 – 28 март 1895 година, е основана Македонската организация, която бързо започва да образува клонове в цялата страна. Трънското дружество участва активно в дейността на Организацията. На Втория конгрес от 3 до 16 декември 1895 година делегат е Ахил Карадимчев, който обаче не пристига в София по болест, на Третия конгрес от 3 до 11 ноември 1896 година делегат е Димитър Карадимчев, на Петия конгрес от 26 до 29 юли 1898 година делегат е Петър Въжаров, на Шестия конгрес от 1 до 5 май 1899 година делегат е Димитър Ризов, на Седмия конгрес от 30 юли до 5 август 1900 година делегат е Михаил Узунов и на Осмия конгрес от 4 до 7 април 1901 година делегат е отново Димитър Ризов.